# Storena kraepelini
Storena kraepelini là một loài nhện trong họ Zodariidae.
Loài này thuộc chi Storena. Storena kraepelini được Eugène Simon miêu tả năm 1905.